# 연방민사소송규칙
연방민사소송규칙(聯邦民事訴訟規則, Federal Rules of Civil Procedure, FRCP)은 미국연방법원에서 사용되는 민사소송을 규정한 규칙이다. 미국 대법원에 의해 제정되었으며 의회에 의해 승인되었다. 1938년 처음 발표되었으며 1948년, 1963년, 1966년, 1970년, 1980년, 1983년, 1987년, 1993년, 2000년, 그리고 2006년에 각각 개정되었다. (규칙집에는 년도마다 일어난 개정내용과 개정이유가 표기되어 있다.).

## 역사
미국의 경우 연방정부와 주정부마다 각각의 민사소송규칙을 가지고 있다. 1938년 법조인들로 구성된 자문위원회가 작성한 민사소송규칙을 연방 대법원이 처음 제정하였고 많은 주들이 이를 기초로 주 민사소송규칙을 제정하였다.

## 목차
총 86개의 규칙이 있고 11개의 장으로 분류되어 있다.

### 3 장 소송장
심리전협의(Pretrial conference)도 규칙에서는 법원의 재량에 의하여 쟁점의 정리 등을 위하여 열 수 있도록 하고 있었지만, 실제로는 좀 복잡한 소송에서는 대체로 몇 차례나 행하여지며, 쟁점이나 증거의 정리뿐만 아니라 개시절차의 규제나 화해의 알선도 행하여지고, 최후로는 상당히 상세한 심리전(pretrial) 명령이 내려지게 된다. 이에 개시절차의 람용을 포함하여 일정을 정하기 위한 심리전협의는 원칙으로 모든 사건에 대하여 적용하도록 하는 규칙 제16조의 개정이 1983년에 행하여졌다.

제11조는 변호인이 대리하고 있는 당사자의 경우 모든 제출서면을 변호인이 서명을 하도록 요구하교 있다. 제11조는 변호인이나 당사자가 괴롭히거나, 경솔한 주장, 사실에 기초하지 않은 주장을 함에 대해 제재조치를 정하고 있다.

### 5 장 디스커버리
제5장은 디스커버리(discovery)에 대해서 규정하고 있다. 디스커버리란 재판이 개시되기 전에 당사자 서로가 가진 증거와 서류를 상호 공개를 통해 쟁점을 정리하여 명확히 하는 제도이다. 1970년의 개정에 의하여 미국연방법원의 디스커버리 제도가 확충 정비되어 불가결의 소송상의 제도로서 상당히 발달하게 되었다. 그러나 1970년대에 들어서자 디스커버리 절차가 폭넓게 허용되었을 뿐만 아니라, 절차의 다양성으로 인하여 디스커버리 절차는 복잡하고 거대화해져서 실질적으로는 사실심리(trial)에 필적할 만큼의 시간 · 노력 · 비용이 들게 되었다.
제5장에서 규정한 디스커버리는 증인심문 , 질의요구, 자인요구, 증거검사요청 및 신체검사 · 정신검사를 포함하는 의료검사 등의 다섯 가지 형태가 있다.
2006년 12월 미국 민사소송규칙 절차가 개정되면서 페이퍼 디스커버리 대신 전자문서를 제출하라는 E-디스커버리 요구가 급증하고 있는데 디스커버리 명령은 "당해 기술의 개발 및 생산에 관련되는 조직도 및 관련 직원들이 주고받은 메일 등 모든 관련 정보를 제출하라”와 같은 방식으로 포괄적으로 정보를 요구하기 때문에 제출해야 할 전자문서의 분량이 폭증, 수백 기가바이트(GB)나 되고 제출 자료의 보전, 수집, 분류처리, 검토 등에 어마어마한 비용이 소요된다.이런 엄청난 비용 때문에 특허침해 경고를 받거나 소송이 걸리면 서둘러 화해를 하거나 사운을 걸고 소송에 매달려야 하는 경우가 많다.

#### 디스커버리의 범위 및 면제
일반적으로 사실조사의 대상이 되지 아니하는 특권사항(privilege)을 제외하고는 소송과 관련된 모든 사실은 심리절차에서 증거로 채택될 수 있는지의 여부에 상관없이 모두 사실조사의 대상에 포함되는 것이 원칙이다.(FRCP §26(b))

#### 디스커버리의 유형
제5장에서 규정한 디스커버리는 증인심문(FRCP § 27~32) , 질의요구(FRCP § 33), 자인요구(FRCP § 36), 증거검사요청(FRCP § 34) 및 신체검사 · 정신검사를 포함하는 의료검사(FRCP § 35) 등의 다섯 가지 형태가 있다.

##### 신체검사 · 정신검사
FRCP35는 양측의 신체검사, 정신검사 명령을 다루고 있다. 양당사자(원피고), 대리인, 양당사자의 법적인 보호를 받는 자의 신체적, 정신적 건강여부가 문제가 되는 경우, 판사는 의사의 검사를 받도록 명하거나 그 대리인이나 법적인 보호를 받는 자를 검사에 데려가도록 명할 수 있다. 그러한 명령이 내려지려면 합당한 이유가 있는 신청이 있어야 한다. 검사를 받는 당사자측에 충분한 통지가 이루어져야 하며, 명령은 시간, 장소, 방식, 조건, 검사의 목적, 검사를 하는 사람 또는 사람들이 특정되어야 한다. 검사를 받는 측은 검사를 요구한 측에 검사를 하는 의사의 진단들, 즉 그동안 해왔던 테스트들의 결과, 진단과 결론, 그리고 같은 조건하에 이루어진 비슷한 검사들에 대해 구체적으로 쓰여져 있는 리포트를 요구할 수 있다. 이러한 리포트가 송달이 된 경우, 검사를 요구한 측은 검사를 받는 측에게 이전의 어떠한 테스트나 검사라 하더라도 동일한 조건하에 이루어진 것이라면 해당 리포트를 요구할 수 있으며 이를 받을 수 있는 자격이 있다. 만약 검사를 받은 사람이 양당사자가 아닌 경우 그는 그러한 리포트가 없다는 것을 고지한 경우 그러한 의무로부터 벗어날 수 있다.

##### 증인심문
증인심문절차는 법원보고자 앞에서 증인이 선서를 하고 당사자가 증인에 대하여 심문 또는 반대심문을 하는 절차를 말한다. 증인심문절차는 계류중인 소송의 어떠한 단계에서 행하여져도 무방하다. (FRCP §30)

### 13장 해사사건 및 재산몰수 절차에 관한 보충 규정
- Rule B. In Personam Actions: Attachment and Garnishment

## 같이 보기
- 민사소송법
- 민사소송규칙 대한민국